# واتسهارکان
واتس‌هارتیان (به مجاری:  Váchartyán) یک منطقهٔ مسکونی در مجارستان است که در ناحیه واتس واقع شده‌است.